# 圣马丹拉加雷讷
圣马丹拉加雷讷（法語：Saint-Martin-la-Garenne，法語發音：[sɛ̃ maʁtɛ̃ la ɡaʁɛn]）是法国伊夫林省的一个市镇，属于芒特拉若利区。

## 地名
法语人名在日常人名译名以及《世界人名翻譯大辭典》、《法语姓名译名手册》等主流人名译名类书籍资料中多译作“马丁”，不过在《世界地名翻译大辞典》、《世界地名译名词典》和《法国地图册》等主流地名译名类书籍资料中多译作“马丹”。

## 地理
圣马丹拉加雷讷（49°2'25"N, 1°41'20"E）面积15.75 平方千米，位于法国法蘭西島大區伊夫林省，该省份为法国北部内陆省份，北起瓦兹河谷省，西接厄尔省，西南接厄尔-卢瓦省，东南接埃松省，东临上塞纳省。
与圣马丹拉加雷讷接壤的市镇（或旧市镇、城区）包括：福兰维尔-代讷蒙、盖尔讷、梅里库尔、穆瓦松、塞纳河畔穆索、韦特伊。
圣马丹拉加雷讷的时区为UTC+01:00、UTC+02:00（夏令时）。

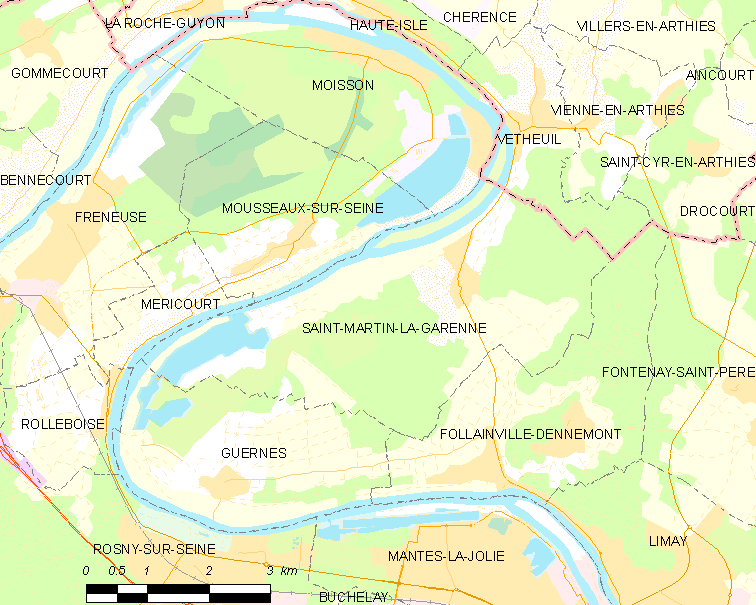
圣马丹拉加雷讷的OSM定位图

## 行政
圣马丹拉加雷讷的邮政编码为78520，INSEE市镇编码为78567。

## 政治
圣马丹拉加雷讷所属的省级选区为利迈县。

## 人口

1962-2008年间圣马丹拉加雷讷人口变化图示

圣马丹拉加雷讷于2022年1月1日时的人口数量为947人。